# KPMG Centre
Le KPMG Centre est un gratte-ciel de 147 mètres de hauteur (avec la flèche) construit à Dallas en 1980.
L'immeuble abrite des bureaux répartis sur 34 étages.
Les murs de l'immeuble sont inclinés vers l'intérieur du sol jusqu'à la partie supérieure.
L'architecte est l'agence Jarvis Putty Jarvis